# دارين مريديث
دارين مريديث (بالإنجليزية: Darren Meredith)‏ هو لاعب دوري الرغبي أسترالي، ولد في 14 أغسطس 1962.